# タンザワヒゴタイ
タンザワヒゴタイ（丹沢平江帯、学名：Saussurea hisauchii）は、キク科トウヒレン属の多年草。別名、トゲキクアザミ。

## 特徴
茎は直立し、高さは50-80cmになる。茎に翼があるか、または無く、上部で1-3回分岐する。根出葉はふつう花時には存在しない。茎の下部につく葉は草質、葉身は卵形から三角状卵形で、縁に粗い鋸歯がある。葉身の先端は尾状に伸び、基部は心形になり、葉柄は上部で翼がつくか、または無い。
花期は8-9月。頭状花序は茎先または枝先に2-9個、多いときは20個が散房状から円錐状にまばらにつく。総苞は長さ12-14mm、径5mmになる狭筒形になる。総苞片は6列あって圧着し、緑色で、総苞片間にくも毛があり、総苞外片は卵形で、先端はとがるが尾状とはならない。頭花は筒状花のみからなり、花冠は淡紅紫色になる。

## 分布と生育環境
日本固有種。本州の中部地方から関東地方の丹沢山地、金時山、愛鷹山に分布し、山地の夏緑林の林縁や林間の岩石混じりの草地に生育する。

## 名前の由来
和名タンザワヒゴタイは、「丹沢平江帯」の意で、タイプ標本の採集地が神奈川県丹沢山地であることに由来する。植物学者中井猛之進 (1931) による命名である。
種小名（種形容語）hisauchii は、タイプ標本を採集した植物学者の久内清孝への献名。久内清孝は、新種となる標本を丹沢山地の塔ノ岳と山梨県の三つ峠で採集した。なお、中井 (1931) による「日鮮産ひごたい属ノ智識ヘ一寄與」中、「丹澤とうひれん」とあるのは、同一号の原著論文中にあるとおり「丹澤平江帯」 Tanzawa-Higotai の誤りである。

## 種の保全状況評価
国（環境省）および都道府県のレッドデータブック、レッドリストの選定はない。

## ギャラリー

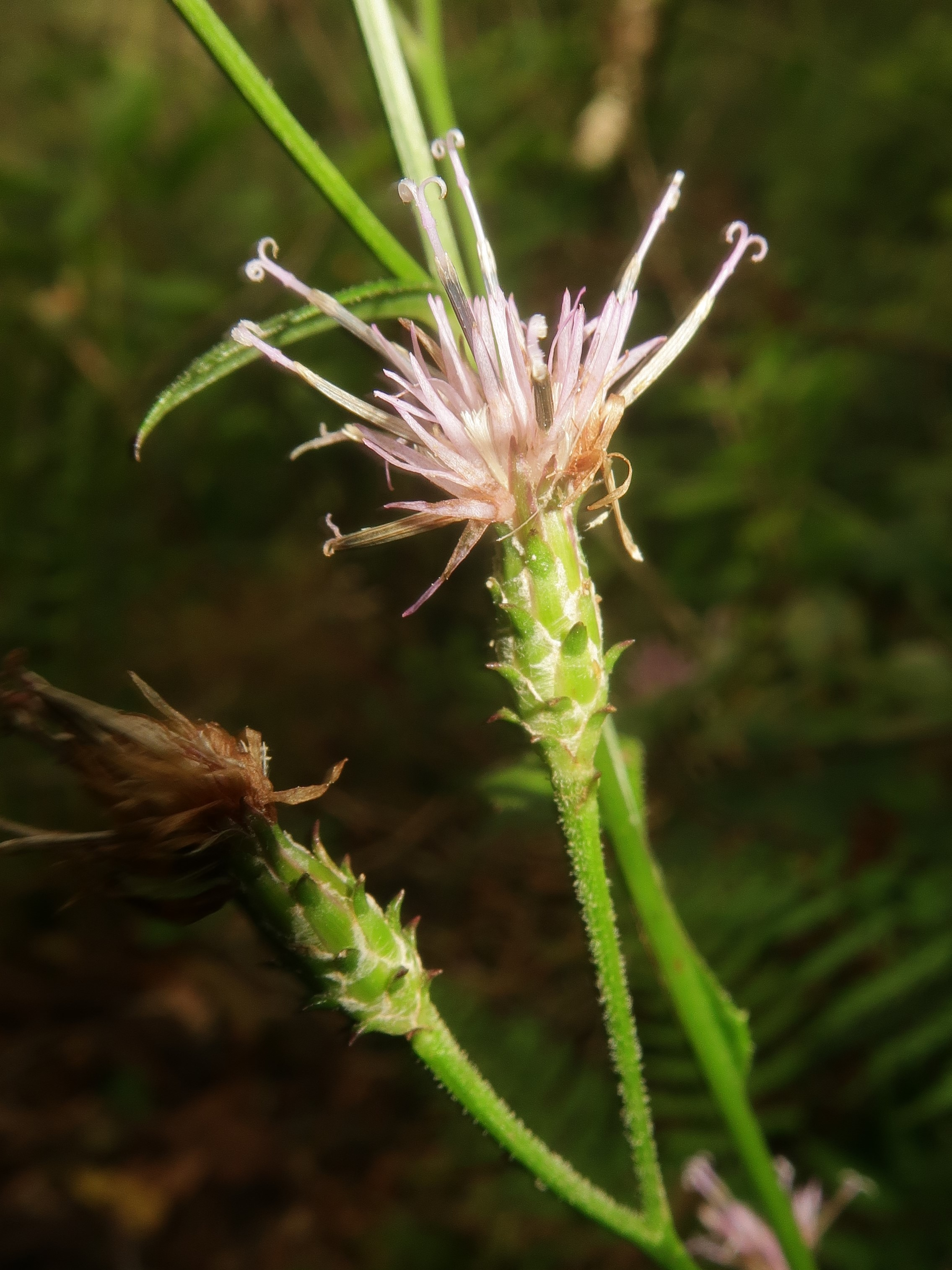
総苞は狭筒形になる。総苞片は6列あって圧着し、緑色で、総苞片間にくも毛があり、総苞外片は卵形で、先端はとがるが尾状とはならない。
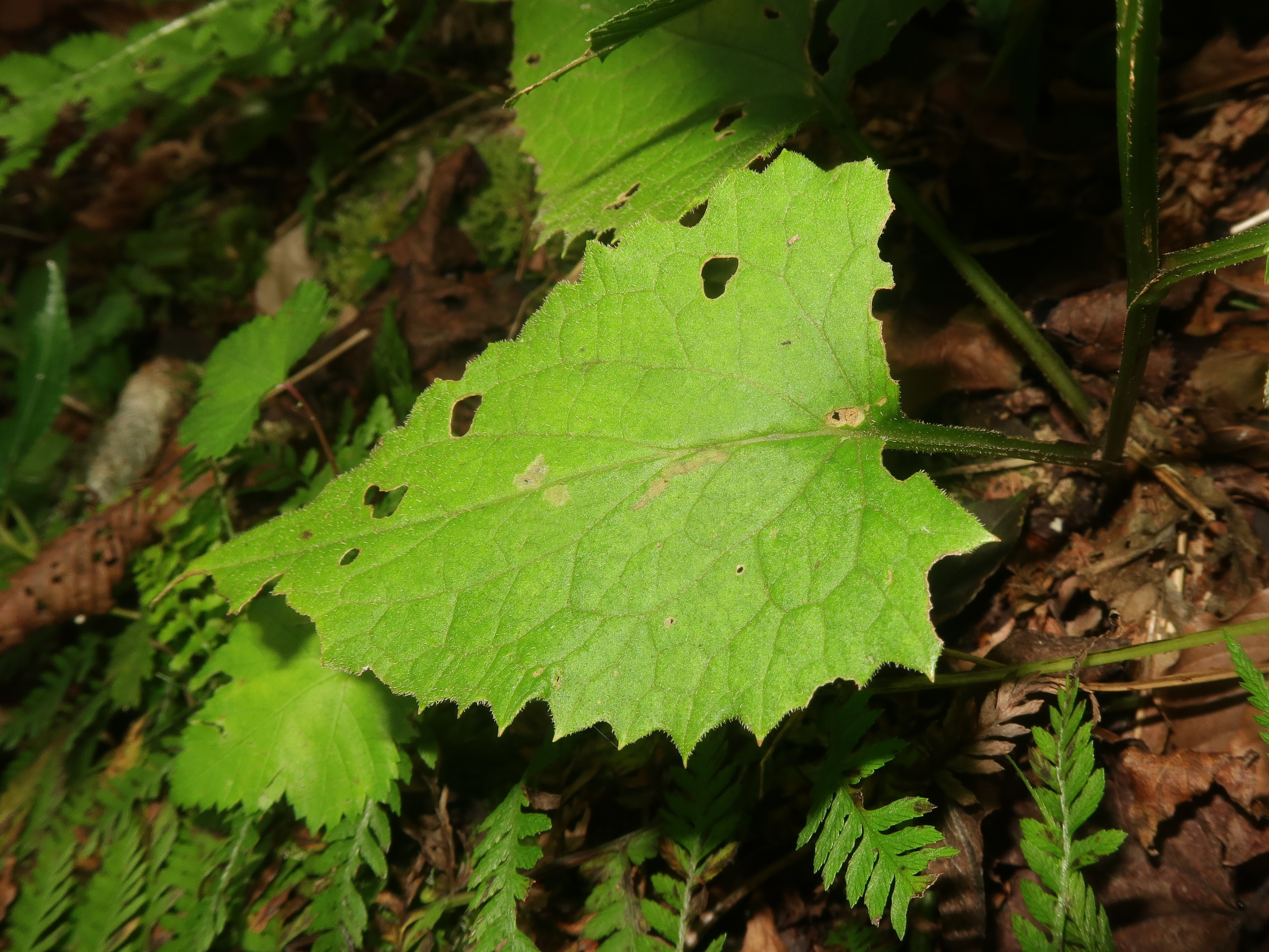
葉の表面。茎の下部につく葉は草質、葉身は卵形から三角状卵形で、縁に粗い鋸歯がある。葉身の先端は尾状に伸び、基部は心形になる。葉身の側面はバイオリン状に湾入しない。
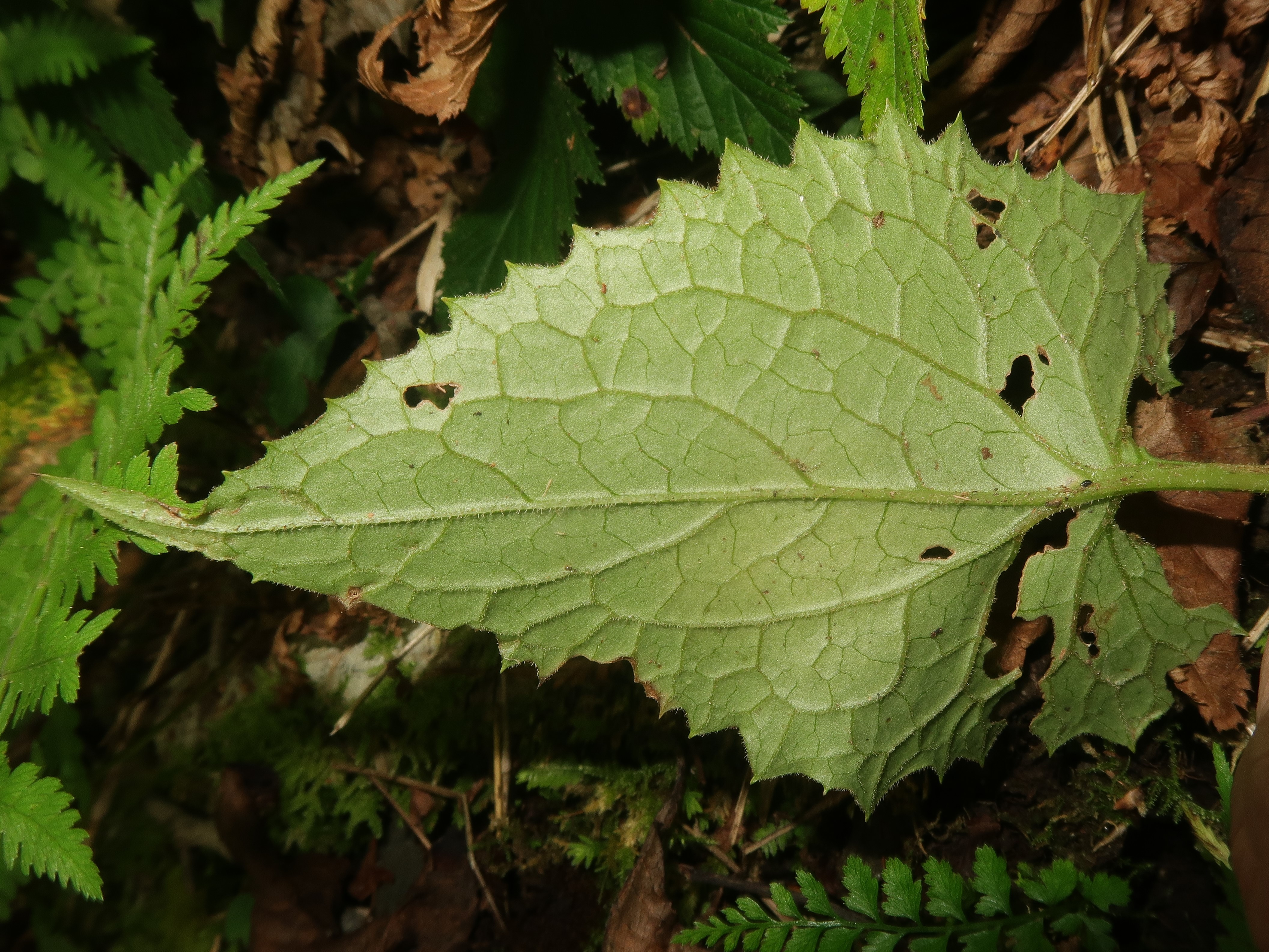
葉の裏面。
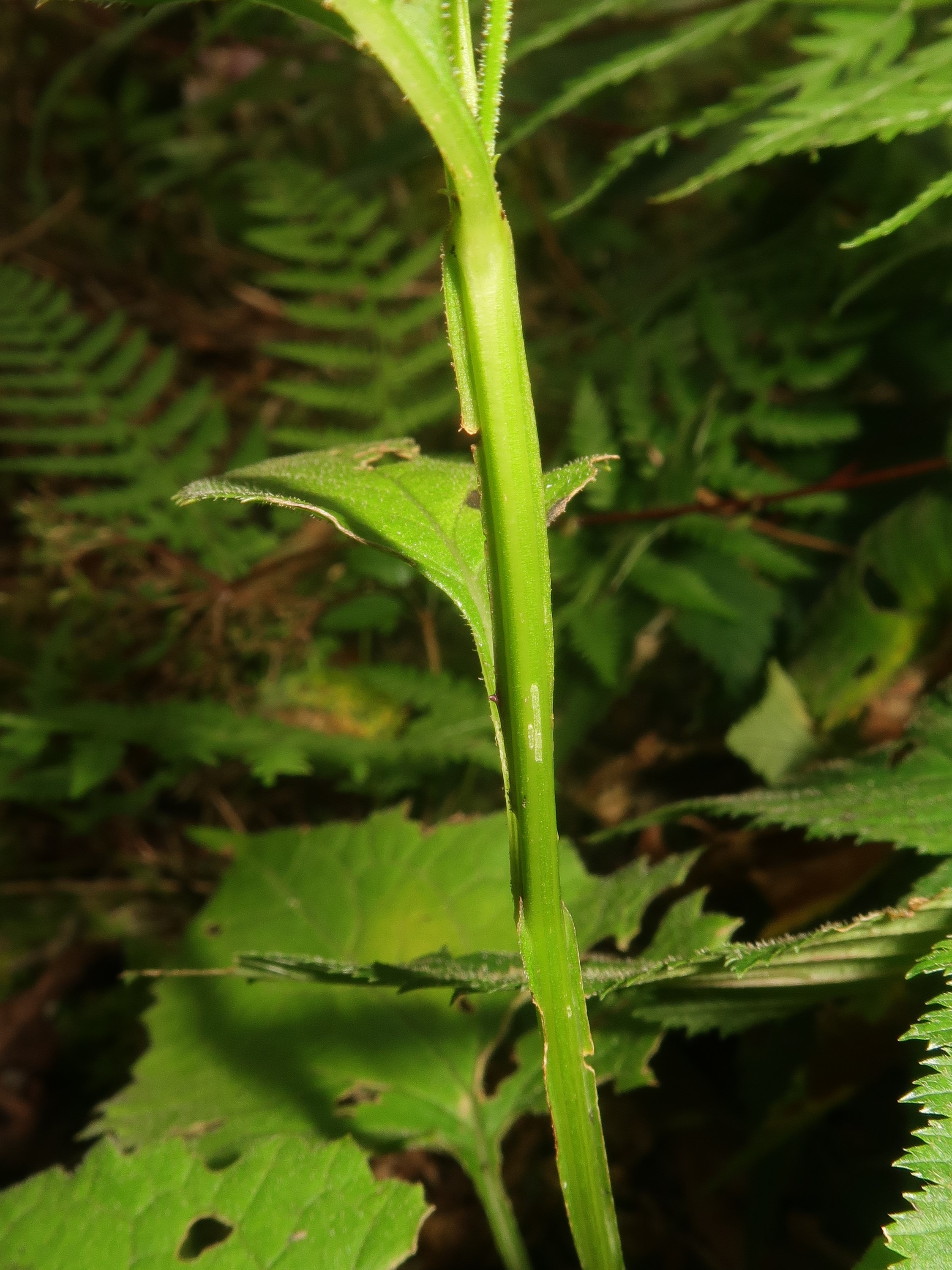
葉柄は茎に下がって、上部で翼がつく。翼が目立たない個体もあるという。

## 分類の混乱
本種は、久内清孝が丹沢山地で採集した標本をもとに、中井猛之進 (1931) によって新種 Saussurea hisauchii Nakai とされた。その後、北村四郎 (1935) は、本種を富士山と天子山地に分布するヤハズヒゴタイ S. triptera Maxim.の変種とし、S. triptera Maxim. var. hisauchii (Nakai) Kitam. とした。さらに、大井次三郎 (1953) は、ヤハズヒゴタイの品種に格下げし、S. triptera Maxim. f. hisauchii (Nakai) Ohwi とした。また、勝山輝男 (1990、神奈川県立博物館) の調査によると、久内清孝が丹沢山地以外の山梨県の三つ峠で採集した「タンザワヒゴタイ」は、ヤハズヒゴタイとタカオヒゴタイ S. sinuatoides Nakai の雑種群であったという。勝山 (1990) は、「丹沢産のものを TYPE指定したにもかかわらず，多くの記述が（三つ峠産の）CO-TYPEに基づいて書かれてしまったために，タンザワヒゴタイの分類は混乱してしまった」と記述している。
別名のトゲキクアザミは、フランスの植物学者サヴァティエが箱根で採集したものを、フランスの植物学者フランシェ (1897) が、種 S. spinulifera Franch. として記載したもので、和名は後に牧野富太郎・根本莞爾 (1925) がつけた。勝山 (1990) は、「おそらく Franchet の記載より記述し，その内容からトゲキクアザミと名付けたものと思われる」としている。北村四郎 (1935) は、本種をヤハズヒゴタイの変種とした際にも、トゲキクアザミ S. spinulifera Franch. は、「相模、金時山、愛鷹山」に分布し、「頭花は多数、茎葉底は截形又は契形」として別の種として扱っている。しかし、北村 (1978) がパリ自然史博物館で S. spinulifera Franch. のタイプ標本を調査したところ、それは「箱根の金時山頂のものにあてていた」トゲキクアザミではなく、日本に普通に分布するキクアザミ S. ussuriensis Maxim. であったという。勝山 (1990) は、本種とトゲキクアザミを同一の種とした。
現在は、本種の学名は S. hisauchii とし、分類表内のシノニムはシノニムとして扱っている。和名は「タンザワヒゴタイ」が標準和名で、「トゲキクアザミ」は別名扱いである。